# گپ (پیام‌رسان)
گپ یک پیام‌رسان ایرانی مخصوص تلفن‌های هوشمند و رایانه‌های شخصی است. این برنامه ۰٫۳ درصد سهم در بین بقیه پیام‌رسان‌ها در ایران دارد

## تاریخچه
شرکت فناوری اطلاعات توسعهٔ سامان از ابتدای سال ۱۳۹۳ تولیدMessaging Platform نسل جدید خود را بر پایهٔ پروتکل AMQP آغاز کرد. در هسته این پلتفرم یک SDP پیشرفته تعبیه شده‌است تا امکان ارائهٔ خدمات ارزش افزوده بر بستر این Messaging Platform مهیا باشد. از نیمهٔ دوم سال ۱۳۹۳ تولید پیام‌رسان گپ به‌عنوان کلاینت Messaging Platform آغاز شد. پیام‌رسان گپ به‌صورت Cross Platform برای سیستم‌عامل‌های Android و IOS و Windows و Mac و web به‌صورت native تولید شده‌است.
در نسخهٔ دوم گپ، این پیام‌رسان به یک Development platform تبدیل شده‌است و با ارائه یک SDK امکان تولید نرم‌افزارهای جانبی بر بستر گپ فراهم شده‌است. نسخهٔ جدید گپ دارای مارکت داخلی برای فروش و ارائهٔ نرم‌افزارهایی است که سایر توسعه‌دهندگان بر بستر گپ تولید خواهند کرد.
از قابلیت‌های گپ API این زیرساخت است. توسط این API سایر برنامه‌ها یا پروژه‌های تحت وب می‌توانند پیام‌های خود را از طریق زیرساخت گپ به مخاطبشان برسانند. برای مثال، از این قابلیت هم‌اکنون در بازی آنلاین عصر پادشاهان استفاده شده‌است. افرادی که عضو گپ باشند، می‌توانند پیام‌ها و هشدار داخل بازی را به‌صورت Realtime از طریق پیام‌رسان گپ بر روی تلفن همراه یا رایانهٔ شخصی‌شان دریافت کنند.

## ویراستی
ویراستی یک کپی شبیه توییتر است، در ویراستی virasty کاربران قابلیت پست کردن «ویراست» دارد. احتیاج به شماره موبایل و احراز هویت حقیقی یا حقوقی شرکت‌ها را دارد، رهبر و وزرای ایرانی از آن استفاده می‌کنند.

## مالکیت گپ و ویراستی
پیام‌رسان گپ یکی از محصولات شرکت فناوری اطلاعات توسعهٔ سامان است که در مشهد مستقر است.